# 市政北七路
市政北七路位於臺灣臺中市七期重劃區內，呈東南—西北向。東起惠中路一段，西抵朝富路，全長825公尺、路寬30公尺。:82

## 地理
市政北七路是1990年代初期，七期重劃區新開闢的道路之一。起點位於臺中市政府側門，東起惠中路一段，交惠來路二段、惠民路、河南路三段後抵朝富路。全長825公尺、路寬30公尺，共有四條車道。:82
由於位於七期重劃區內，又鄰近秋紅谷生態公園，當地房價每坪最高超過97萬新臺幣，租金每月最高超過50萬新台幣，是全臺中市第一。

### 車流量
根據交通部運輸研究所2011年的《台灣公路容量手冊》等級劃分標準，市政北七路有三條車道被評為C級，即平均時速介於25-30km/h（因靠近Top city台中大遠百以及新光三越台中中港店之故）；一條車道被評為B級，即平均時速介於30-35km/h。

## 諧音

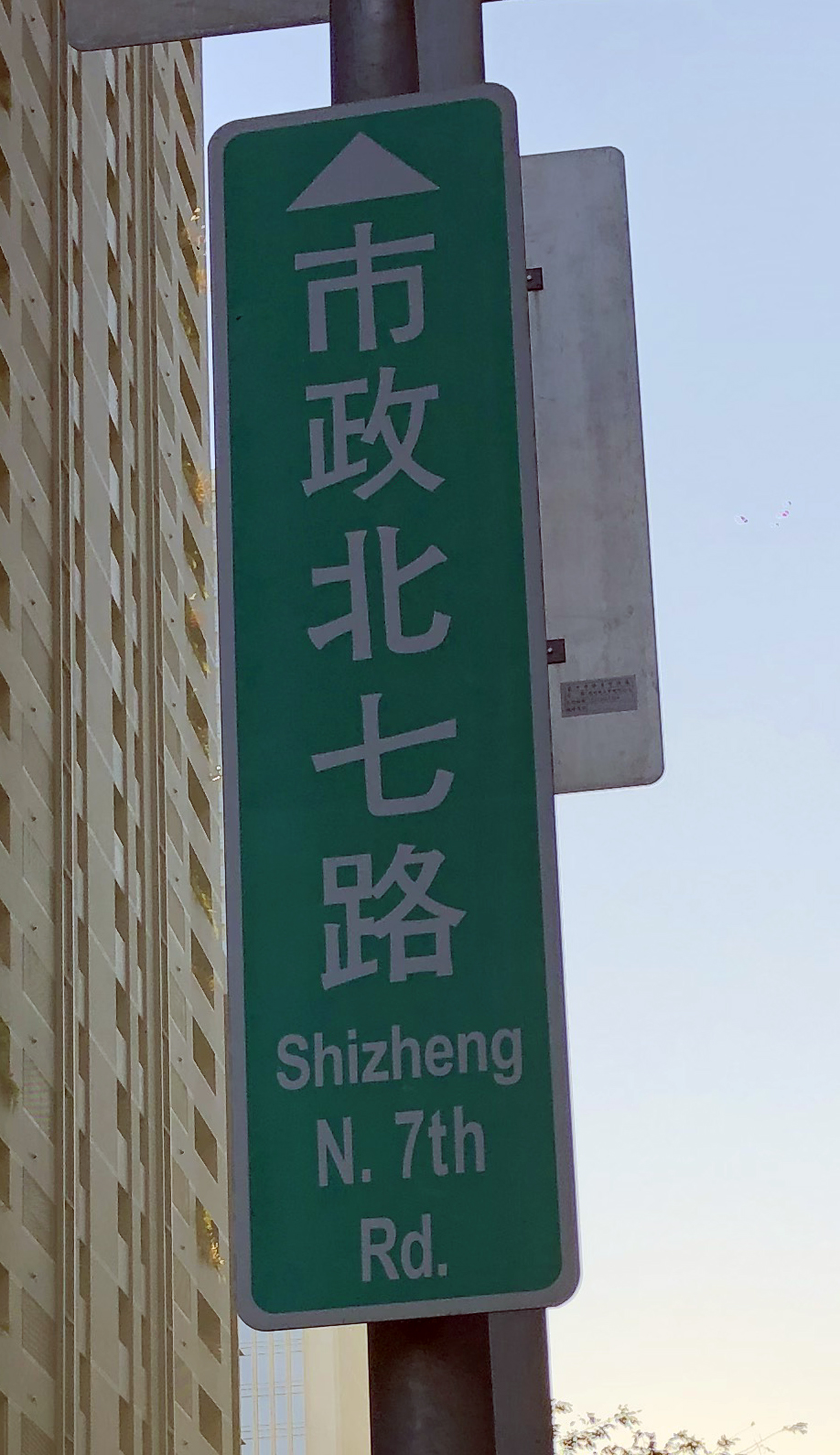
市政北七路路牌

市政北七路因為路名與台語罵人用字「白癡」為諧音，被PTT票選為「特別地名大票選」的第一名。由於部分民眾認為路名觀感不佳，在臺中市政府搬遷至七期重劃區時曾被提議改名。但市府主管擔心改名會被作文章，仍沿用至今。

## 類似路名
- 北七路，位於臺中市清水區[5]
- 北七路，位於宜蘭縣員山鄉，後在居民提議下，經意願調查，更名為「金泰路」[16][17]
- 林北路，位於高雄市橋頭區，諧音「恁爸」[18]